# L’Aquila (stacja kolejowa)
L’Aquila (włoski: Stazione dell'Aquila) – stacja kolejowa w L’Aquila, w regionie Abruzja, we Włoszech. Znajdują się tu 2 perony.

## Historia
Stacja L’Aquila została zbudowana przez Società Italiana per le strade ferrate meridionali i otworta 10 maja 1875 po otwarciu ruchem kolejowym, następnie otwarto strategiczne połączenie kolejowe z Castellammare Adriatico (obecnie Pescara), ważnym węzłem kolejowym nad Morzem Adriatyckim.
Do 28 października 1883, data wprowadzenia do użytku dla dalszego Rieti i Terni, grał funkcji końcowy z linii, a ostatecznie stał się pętli stacji.
W latach 1922 i 1933 była stacją końcową krótkiej linii do Capitignano.
II wojna światowa doprowadziła do dewastacji urządzeń kolejowych: 8 grudnia 1943 samoloty alianckie zbombardowały stację, powodując setki ofiar cywilnych i wojskowych. Budynek pasażerski został przebudowany w 1951 r. Architektem projektu był Roberto Narducci.
Stacja straciła znaczenie na skutek zwiększonego ruchu na drogach, zwłaszcza po wejściu w eksploatację autostrady Rzym-Aquila, ukończoną w 1987 roku z najkrótszą trasą przez Gran Sasso, połączenie bezpośrednie z Rzymem. Stacja została zniszczona przez trzęsienie ziemi, które nawiedziło L’Aquila w 2009 roku, ale wróciła do funkcji kilka dni po trzęsieniu ziemi i jest teraz regularnie otwarta.